# Ван Слембрук, Гюстав
Гюстав Ван Слембрук (нидерл. Gustaaf Van Slembrouck; 25 марта 1902, Остенде, Бельгия — 7 июля 1968, Остенде, Бельгия) — бельгийский профессиональный шоссейный велогонщик в 1926-1935 годах.  

## Достижения
1925
2-й Льеж — Бастонь — Льеж
1926
1-й — Этап 3 Тур де Франс
 Лидер в генеральной классификации после Этапов 3-9
2-й Тур Фландрии
2-й Париж — Рубе
2-й Париж — Анже
2-й Чемпионат Фландрии
1927
1-й — Этапы 7 и 12 Тур де Франс
2-й Тур Фландрии
2-й Париж — Тур
3-й Париж — Нант
3-й Бордо — Париж
1929
1-й — Этап 5 Тур де Франс
2-й Париж — Рен
4-й Бордо — Париж
5-й Тур Фландрии
1931
3-й Чемпионат Бельгии — Групповая гонка
5-й Тур Фландрии
8-й Париж — Рубе
1932
2-й Чемпионат Бельгии — Групповая гонка
1934
3-й Тур Лимбурга

### Гранд-туры
| Гранд-тур      | 1926 | 1927 | 1928 | 1929 |
| -------------- | ---- | ---- | ---- | ---- |
| Джиро д’Италия | —    | —    | —    | —    |
| Тур де Франс   | НФ   | 14   | —    | НФ   |

| —  | Не участвовал  |
| НФ | Не финишировал |